# Flumetrina

número CAS 69770-45-2 α-Ciano-(4-flúor-3-fenoxi)-benzil-3-[2-clor-2-(4-clorfenil)-etenil]-2,2-dimetil-ciclopropancarboxilato

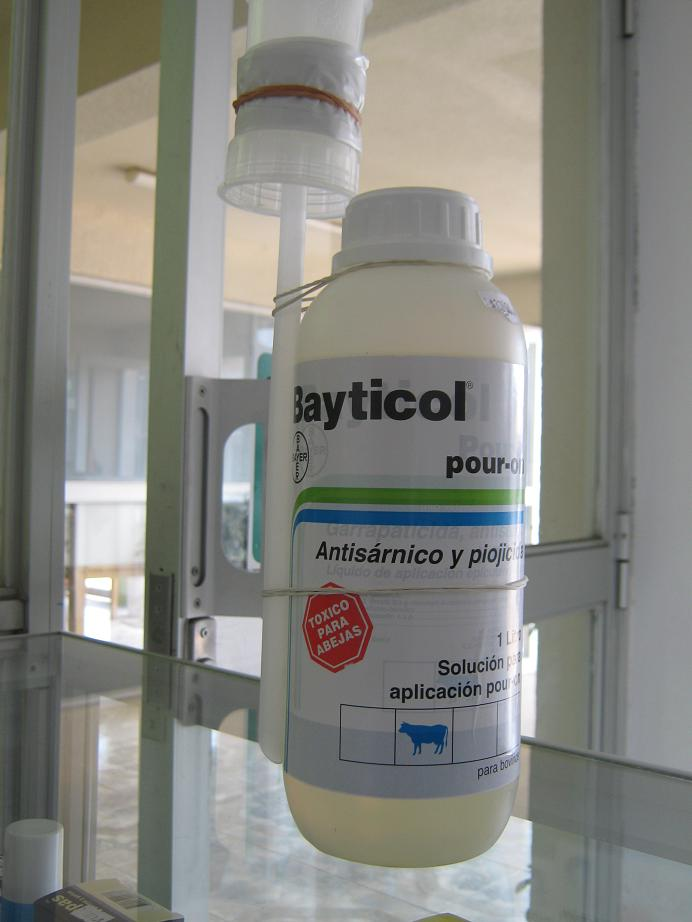
(®)Bayticol pour-on producto comercial para uso en animales mayores

La flumetrina es un piretroide semisintético de tipo II útil en el tratamiento de la sarna bovina
(Sievers y Quintana 1989) y ectoparásitos de perro (Alcaíno et al.1995)  equivalente a cipermetrina, utilizada en el tratamiento de la garrapata café del perro (Rhipicephalus sanguineus).

## Farmacología y farmacocinética
La acción de los piretroides de tipo II, es a nivel sistema nervioso, despolarizan el potencial de las membranas de los axones, esto reduce la amplitud del potencial de acción y lleva a la pérdida de excitabilidad eléctrica. Estos efectos ocurren porque los piretroides prolongan la corriente que fluye por los canales de sodio al impedir o hacer más lento el cierre de los canales.
Las garrapatas quedan paralizadas y pueden caerse de su hospedador recién adquirido, antes incluso de haber tenido la oportunidad de acoplarse y alimentarse del animal. Empieza a curar de inmediato y la muerte de las garrapatas se manifiesta entre 1 y 8 horas.
La absorción y el metabolismo de la flumetrina son responsables del alto margen de seguridad de este principio activo.
La absorción intradérmica es insignificante, por lo que no se encuentran concentraciones séricas detectables en cualquier momento del tratamiento, por esto, la administración es exclusivamente tópica. La absorción oral es relativamente lenta e incompleta. Los estudios de distribución muestran concentraciones mayores en plasma que en cualquier otro compartimento tisular. Los piretroides pasan por un metabolismo complejo a metabolitos tóxicos, que dependen de la glucuronidacion para su excreción. Sin embargo, en el caso de la flumetrina tiene un metabolismo más sencillo, pasa a flumetrina ácida, que se excreta en parte en orina tras glucuronidacion, pero como la flumetrina ácida es farmacológicamente inactiva, cualquier retraso en la eliminación no conlleva efectos tóxicos. Además, tanto la flumetrina como la flumetrina ácida, pueden excretarse directamente en la bilis y las heces, sin necesidad de glucuronidacion.

## Toxicidad medioambiental de la flumetrina
La flumetrina es muy tóxica para los peces, y más en aguas frías que templadas, porque la duración en aguas depende del pH y a la temperatura, y tiende a ser absorbida rápidamente por los sedimentos. Se trata de un compuesto insoluble en agua que se adhiere a partículas del suelo, siendo poco probable que contamine aguas freáticas.
Al no ser fotorresistente se descompone con la luz del sol, además no afecta a las aves.
Por tanto, no se suelen esperar contaminaciones en el medio ambiente por parte de este principio activo.
Sin embargo, ya que es tan tóxica para los peces tenemos que tratar de evitar la contaminación de aguas, ríos, embalses, presas y otras fuentes de agua, hay que tener cuidado con el líquido del baño del animal en tratamiento, que debe inactivarse antes de ser eliminado. Para ello se utiliza hipoclorito de calcio dejándolo reposar 24 horas y agitando, repitiendo el proceso dos veces. Así mismo los envases del producto deben ser enjuagados mediante la técnica del triple enjuague, antes de ser eliminados o enviados a plantas de reciclaje.

## Estudios de toxicidad y tolerancia de la flumetrina
Se realizó un estudio de toxicidad a perros Beagle administrando dosis de 25, 50, 100 y 200 mg/kg de dieta durante 13 semanas. Al terminar el estudio los animales mostraron engrosamiento del estrato epidérmico y depósitos hiperqueratínicos en la piel, a dosis superiores a 50 mg/kg. Mientras que el NOEL (No Observable Effect Level) fue de 25 mg/kg dieta, equivalente a 0.88 mg/kg peso al día.
Otro estudio en animales bovinos tratados al doble de la dosis terapéutica se observó que mostraban eritema en el lugar de aplicación y diarrea. En estos animales, la formulación pour-on tiene un margen de seguridad de 50. A dosis de hasta 10 mg/kg no se observaron lesiones; cinco tratamientos consecutivos de 4 mg/kg a intervalos de 3 a 4 días tampoco causaron efectos indeseables.
En animales ovinos y caprinos tratados a diez veces la dosis terapéutica no mostraron síntomas de intoxicación. Sin embargo, a veinte veces la dosis terapéutica hubo un 50% de muertes en ovinos.
En general, los animales toleran bien la flumetrina a dosis terapéuticas por vía tópica, pues la toxicidad de éste compuesto es ~1000 veces mayor contra los parásitos que contra los mamíferos. Sin embargo, cuando el contacto es prolongado con la piel, o en caso de contacto directo con heridas puede aumentar su toxicidad.

## Síntomas de intoxicación por flumetrina
Los síntomas más importantes afectan al sistema nervioso central y al sistema muscular.
Los más frecuentes son hiperreactibilidad, hipersalivación, vómito, diarrea, temblores, ataxia, parestesia y agotamiento. También puede aparecer pérdida del control de la micción.
Cuando la intoxicación es grave puede darse hipertermia o hipotermia, disnea, fuertes temblores, desorientación y espasmos o calambres, además de los síntomas anteriores. 
En un contacto prolongado con la piel pueden aparecer irritaciones locales, con prurito.
Las mucosas respiratorias y nasales son muy sensibles, pudiendo aparecer tos tras la inhalación, y las mucosas oculares con la aparición de conjuntivitis.
La inhalación continuada y a altas dosis puede provocar parálisis y la muerte.
La aparición de los síntomas va a depender del compuesto, de la vía de contacto y de la dosis.

## Tratamiento de intoxicaciones por flumetrina
Lo primero que debemos hacer en caso de intoxicación es interrumpir el tratamiento, y dependiendo de los síntomas llevaremos a cabo distintos tratamientos.
Para controlar las convulsiones, administrar diazepam. Si no diera resultado, lo intentaríamos con fenobarbital.
Para la descontaminación dérmica usar un detergente suave con agua templada, mientras que para la descontaminación gastrointestinal administrar carbón activo para provocar la émesis.
En caso de que se produzca hipersalivación puede administrarse atropina. 
Si hubiera fuertes vómitos o diarreas sería necesario rehidratar al paciente para reponer sales.

## Contraindicaciones, incompatibilidades, efectos indeseables de la flumetrina
No administrar flumetrina si hubiera lesiones cutáneas, porque la absorción podría ser excesiva y producir una intoxicación, además como es irritante para la piel podría producir prurito y eritema.
En perros pequeños puede darse parestesia que suele resolverse en unas 12 a 24 horas.
Los efectos tóxicos de la flumetrina pueden potenciarse por la exposición conjunta a otros piretroides y organofosforados.
El uso más extendido es en el ganado, menos en perros o en gatos; fundamentalmente como garrapaticida y acaricida.
La flumetrina no se emplea en la agricultura ni en medicina humana.
A pesar de ser un piretroide de última generación, tiene un mecanismo de acción algo diferente de los otros piretroides, al menos contra las garrapatas, ya que se han identificado cepas de garrapatas específicamente resistentes a la flumetrina.

## Otros datos de interés
El uso más extendido es en el ganado, menos en perros o en gatos; fundamentalmente como garrapaticida y acaricida.
La flumetrina no se emplea en la agricultura ni en medicina humana.
A pesar de ser un piretroide de última generación, tiene un mecanismo de acción algo diferente de los otros piretroides, al menos contra las garrapatas, ya que se han identificado cepas de garrapatas específicamente resistentes a la flumetrina.